# Nigella Lawson
Nigella Lucy Lawson (Londra, 6 gennaio 1960) è una giornalista e conduttrice televisiva britannica.
È nota come conduttrice di numerosi programmi televisivi dedicati alla cucina, come Nigella Bites, Nigella Express, Nigella Feasts, Nigella Kitchen e Nigellissima.

## Biografia
Figlia del politico Sir Nigel Lawson e dell'ereditiera Vanessa Salmon, dopo la laurea presso l'Oxford University inizia a lavorare come recensore di libri e critico gastronomico, per poi diventare vice direttore letterario del Sunday Times. In seguito ha intrapreso la carriera di giornalista freelance.
Il suo primo libro di cucina, How to Eat: Pleasures and Principles of Good Food ha venduto 300 000 copie, diventando un bestseller. Ha pubblicato il suo secondo libro nel 2000, intitolato How to be a Domestic Goddess (pubblicato in Italia col titolo Delizie divine (come diventare una dea in cucina)), vincendo il British Book Award come autrice dell'anno e lanciando in televisione, su Channel Four, il suo show Nigella Bites, diventando uno dei volti più famosi in TV. Il suo impero del cibo è attualmente valutato 15 milioni di sterline.
Nel 2015 annuncia i voti del Regno Unito durante la finale dell'Eurovision Song Contest.

### Vita privata
Al Sunday Times conosce il suo primo marito, John Diamond, che sposa a Venezia nel 1992 e dal quale avrà due figli: Cosima Thomasina e Bruno Paul. Nel 1997 il marito scopre di avere un tumore e muore nel 2001. Nove mesi dopo, Lawson inizia a frequentare il collezionista d'arte Charles Saatchi, che sposa nel settembre 2003. Inizia a scrivere di cibo dopo aver preparato una cena per alcuni colleghi, quando il capodirettore, vista la sua bravura, le chiese perché non scrivesse qualcosa sul cibo?. Inizialmente la Lawson rifiutò, per non aderire allo stereotipo di "donna uguale cucina", cambiando poi idea e ritenendosi fortunata del fatto che le piacesse cucinare.
Atea, nel giugno 2013 il Sunday People pubblica delle foto in cui Nigella Lawson subisce atteggiamenti violenti da parte del marito Charles Saatchi in un ristorante, scatenando l'indignazione dell'opinione pubblica.

## Programmi televisivi
| Anno | Programma                            | Episodi             | Durata     |
| ---- | ------------------------------------ | ------------------- | ---------- |
| 2000 | Nigella Bites                        | 5 episodi, Serie 1  | 30 minuti  |
| 2001 | Nigella Bites                        | 10 episodi, Serie 2 | 30 minuti  |
| 2001 | Nigella Bites Christmas Special      | 1 episodio          | 60 minuti  |
| 2002 | Forever Summer                       | 8 episodi           | 30 minuti  |
| 2005 | Nigella                              | 20 episodi          | 60 minuti  |
| 2006 | Nigella Feasts                       | 13 episodi          | 30 minuti  |
| 2006 | Nigella's Christmas Kitchen          | 3 episodi, Serie 1  | 30 minuti  |
| 2007 | Nigella Express                      | 13 episodi          | 30 minuti  |
| 2008 | Nigella's Christmas Kitchen          | 3 episodi, Serie 2  | 30 minuti  |
| 2009 | Top Chef (season 6)                  | 1 episodio          | 42 minuti  |
| 2010 | Iron Chef America: Super Chef Battle | 1 episodio          | 120 minuti |
| 2010 | Nigella Kitchen                      | 13 episodi          | 30 minuti  |
| 2011 | MasterChef Australia Season 3        | 1 episodio          | 60 minuti  |
| 2012 | Nigellissima                         | in corso            | 30 minuti  |
| 2013 | The Taste                            | in corso            | 40 minuti  |

## Premi
- 2000: British Book Award — Autore dell'anno per How to be a Domestic Goddess
- 2001: WH Smith Book Award
- 2001: Guild of Food Writers — Trasmissione televisiva dell'anno per Nigella Bites
- 2001: World Food Media Award — Mestolo d'oro per il miglior food show per Nigella Bites
- 2002: WH Smith Book Awards
- 2007: World Food Media Award — Mestolo d'oro per il miglior programma televisivo riguardante cibo e bevande perNigella's Christmas Kitchen